# Parc d'État d'Oil Creek
Le parc d'État d’Oil Creek, d’une superficie de 2 530 ha,  se trouve dans le Comté de Venango en Pennsylvanie. Le musée du forage Drake, qui fut le premier forage pétrolier rentable des États-Unis, se trouve en lisière de ce parc. Le site longe la rivière d’Oil Creek, un affluent de l’Allegheny qui sépare Titusville d’Oil City, le long de la Route 8. Quoique le ruisseau soit la seule véritable attraction du parc, on peut y voir les vestiges de la première ville champignon de l'âge d'or du pétrole et de la proto-industrie des hydrocarbures en Pennsylvanie. Le musée abrite également plusieurs tableaux, un train touristique et des circuits destinés à sensibiliser les visiteurs à l'histoire de l'industrie des pétroles.
Le parc d'État d’Oil Creek a été sélectionné par le Pennsylvania Department of Conservation and Natural Resources (DCNR) comme l'un des « 25 Parcs à voir en Pennsylvanie. »

## Histoire
L’histoire de ce parc national est liée à l'expansion et au déclin de l’Industrie pétrolière dans le nord-ouest de la Pennsylvanie. Cette forêt secondaire traversée de multiples ruisseaux poissonneux a été il y a 150 ans le berceau d'une industrie extractive florissante, qui a profondément remodelé le paysage et dégradé la qualité des eaux de surface pour des décennies dans la vallée d'Oil Creek.
L'agglomération de Titusville, au nord du parc, avait connu une croissance lente mais régulière jusque dans les années 1850. Les scieries (il y en avait 17 dans le secteur) étaient jusque-là la principale industrie de la région.
Jusque dans les années 1870, le pétrole était essentiellement utilisé comme combustible d'éclairage (pétrole lampant), comme enduit de calfatage ou comme ingrédient de médications pour le bétail et les hommes. On savait que le sous-sol de la vallée d'Oil Creek contenait des poches d'hydrocarbures, mais on ignorait comment l'extraire méthodiquement, jusqu'à ce qu'à la fin des années 1850, un ancien contremaître des chemins de fer, le « colonel » Edwin L. Drake, reprenne la prospection sur un terrain affermé du sud de Titusville, à proximité du parc actuel. Drake embaucha un ouvrier des salines, William A. Smith, pendant l'été 1859. Au prix d'innombrables difficultés, ils parvinrent enfin à pomper un puits le 27 août : ce véritable exploit allait changer la face du monde, à commencer par la région environnante.

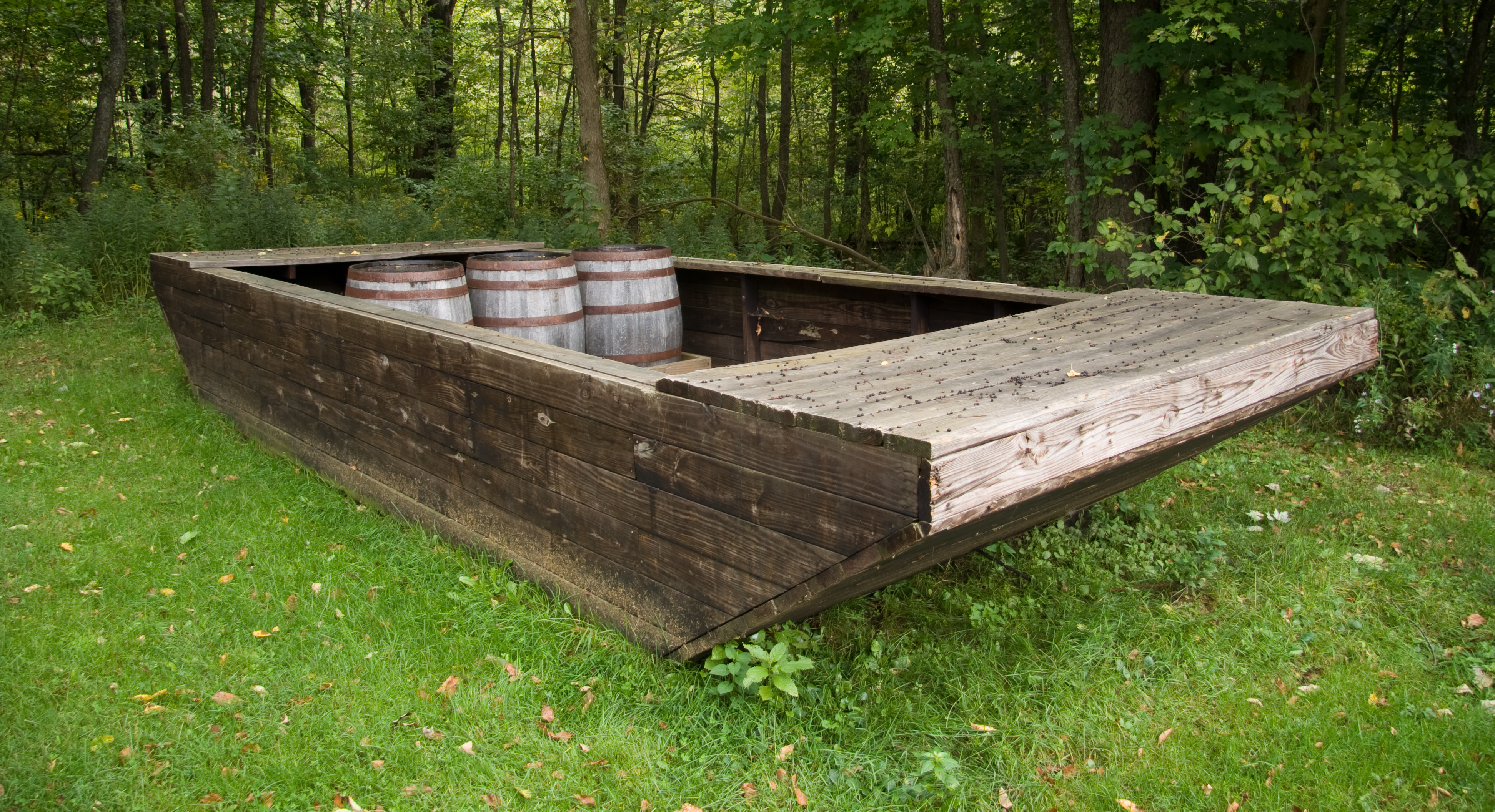
C'est avec de telles barges que les barils de étaient acheminés jusqu'au débarcadère d'Oil Creek.

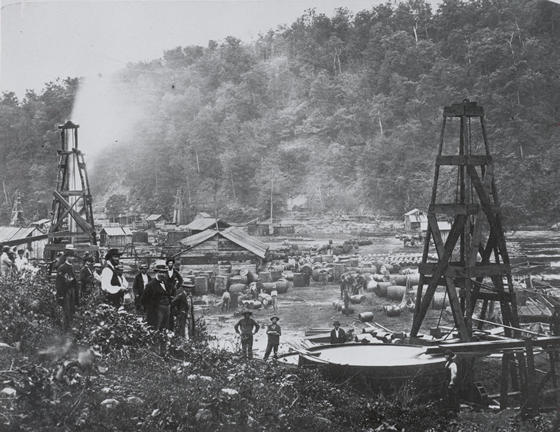
Les débuts de l’exploitation du pétrole en Pennsylvanie.

Très vite, il fallut des chalands pour acheminer les fûts de pétrole chez les grossistes. On chargeait les barils sur des barges qui descendaient le cours de l’Oil Creek jusqu'à Oil City sur l'Allegheny River. Là, les barils étaient transbordés sur des vapeurs jusqu'à Pittsburgh. En quelques années, les techniques de transport s'améliorèrent et dès 1862 des entrepreneurs financèrent la construction de la ligne ferroviaire Oil Creek and Titusville Railroad, reliant Titusville à Corry, où l’on transbordait le fret sur les trains des grandes lignes de chemin de fer transcontinentales. En 1865, on entreprit de poser des pipelines jusqu'aux gares et la demande en chalands se tarit presque entièrement. L'année suivante on étendit la ligne ferroviaire vers le sud jusqu'à Petroleum Centre et Oil City. La compagnie ferroviaire Union City & Titusville Railroad acheva son chantier en 1865, et la ligne fut annexée à la Philadelphia and Erie Railroad en 1871. Cet automne-là le président Ulysses S. Grant visita Titusville en rendant ainsi hommage à la place économique croissante de l'industrie pétrolière.
Bientôt l'abondance du pétrole suscita une industrialisation du pays environnant : entre 1862 et 1868, on y installa huit raffineries. La demande en forets et trépans amena l'ouverture de forges. La population de Titusville passa de 250 habitants à 10 000 habitants en pratiquement 24 heures et en 1866 elle obtint le statut de city. Le premier millionnaire du pétrole fut un citoyen de Titusville, Jonathan Watson, propriétaire du terrain où Drake avait effectué son premier forage exploitable. Ce terrain se trouve maintenant dans l'emprise d’Oil Creek State Park et du Musée du puits Drake. 
Les sites pétroliers ont toujours été vulnérables aux incendies : l'un des pires sinistres survint le 11 juin 1880. Lors de ce Black Friday, l'ignition par la foudre d'une citerne consuma 48 000 m3 de pétrole et l'incendie fit rage trois jours durant. Bien que cette perte fût alors estimée à 2 millions de $, le feu ne fit aucune victime. Un nouvel incendie ravagea le site le 5 juin 1892 : une crue de l'Oil Creek avait crevé une citerne d’essence. Lorsque ce carburant prit feu, les explosions entraînèrent la mort de 60 personnes. Un autre orage, en 1894, a fait partir en fumée environ 4 300 m3 de pétrole. La production atteignit un pic à la fin des années 1880 ; depuis, elle a énormément régressé, quoiqu'il subsiste quelques puits en exploitation à l'intérieur du parc.
Le déclin inexorable de l'extraction de l'or noir porta un coup d'arrêt à la croissance de la vallée d'Oil Creek, et les scieries redevinrent momentanément la première ressource industrielle du pays (avant la déforestation complète de la région). La création du parc d'Oil Creek s'inscrit dans une démarche d'ensemble visant à restaurer les forêts de Pennsylvanie. Les hommes du Civilian Conservation Corps institué par le Président Franklin D. Roosevelt pendant la Crise de 1929 s'efforça de nettoyer les forêts et les cours d'eau  des branchages, et entreprit la reforestation. Il construisirent aussi des routes nationales, des ponts et des parcs naturels. Grâce aux efforts du CCC et à une gestion prudente de l'eau et des bois, le parc d'Oil Creek a repris vie, avec une faune et une flore variées, et des cours d'eau propres.
L'état ne dispose pas partout des droits d'extraction dans le parc, car ces droits ont fait très tôt l'objet de concession passées de main en main au cours de la seconde moitié du XIXe siècle. Ainsi au mois de mai 2009, la collectivité avait contesté un projet de forer trois nouveaux puits de gaz naturel à l'intérieur du parc, d'une profondeur de 1 800 m chacun ; mais la Cour Suprême de Pennsylvanie a statué en faveur des exploitants de puits, affirmant que la DCNR ne pouvait restreindre les droits des exploitants sans compensation, malgré sa mission de préserver les parcs publics.

## Géologie
La plupart du pétrole extrait dans le nord-ouest de la Pennsylvanie s'est formé dans les couches sédimentaires de grès à la jonction des bancs rocheux du Mississippien et du Dévonien. Au fil des millions d'années, l'huile minérale a migré vers la surface, et s'est trouvée piégée sous une couche imperméable et compacte dans un réservoir artésien. La présence d’anticlinaux, ou parfois d'un synclinal, peut faire varier énormément la profondeur de ces niveaux imprégnés, de quelques mètres à 1 300 m,.
La majorité des puits de pétrole de la vallée d'Oil Creek pompaient dans une formation gréseuse dite « Venango Third sand. » La poche de Venango Third piégeait de grandes quantités de pétrole  à seulement 135 à 165 m de profondeur. Les autres formations pétrolifères du pays sont le premier et le second lit de grès de Venango ; la poche du Venango Second s'est avérée la plus rentable une fois que celle de Venango Third a été épuisée.

## Tourisme et plaisance

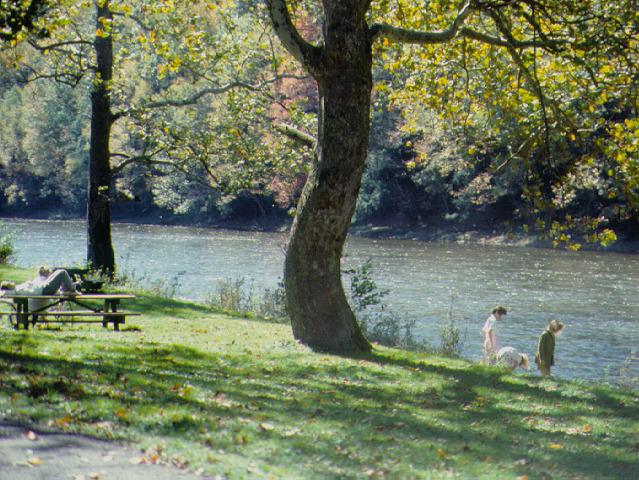
Oil Creek : le parc.

On peut pratiquer diverses activités à l'intérieur du parc : le canoë, la pêche, le ski de fond et le vélo (piste de 1,5 km). Le train touristique d'Oil Creek et Titusville est une motrice diesel qui traverse le parc avec plusieurs haltes.
On peut pêcher le bar et la truite en se conformant aux règles de la Pennsylvania Fish and Boat Commission. Les 1 300 ha du parc sont ouverts à la chasse. Les chasseurs doivent bien sûr y respecter le règlement  de la Pennsylvania Game Commission. Les espèces de gibier les plus courantes sont le Lapin à queue blanche, la Gélinotte huppée, l’Écureuil gris, le Dindon sauvage et le Cerf de Virginie. Il est par contre interdit de tirer sur les marmottes.